# Psychotria bullata
Psychotria bullata är en måreväxtart som beskrevs av Berthold Carl Seemann. Psychotria bullata ingår i släktet Psychotria och familjen måreväxter. Inga underarter finns listade i Catalogue of Life.